# Här kommer Marsupilami
Här kommer Marsupilami är en fransk-belgisk komedi skriven, producerad och regisserad av Alain Chabat, från 2012. Det är en film om Marsupilami, en fiktiv karaktär som skapades av André Franquin 1952.

## Handling
Dan Geraldo, en journalist på nedgång, har en sista chans att återvända till toppen av sin karriär. Han måste åka till Palombia för att rapportera om Paya-folket och deras hemlighet för ett långt liv. Med sin guide Pablito Camaron kommer han att upptäcka den palombianska djungeln men också dess legend, Marsupilami.

## Rollista
- Jamel Debbouze - Pablito Camaron
- Alain Chabat - Dan Geraldo
- Fred Testot - Hermoso
- Lambert Wilson - general Pochero
- Géraldine Nakache - Pétunia
- Liya Kebede - Drottning Paya
- Aïssa Maïga - Clarisse Iris
- The Great Khali - Bolo
- Patrick Timsit - korporal
- Jacques Weber - Papa Dan
- Jade Nuckcheddy - Cassandra
- Erika Carlsson - turisten, kvinna
- Julian Sedgwick - Edward, turisten
- Bruno Agustin Cid Sanchez, Fausto Leon Alandia, Bruno Davita Del Carmen Carmona, Alberto Cirilo Pacheco och Alejandro Hernandez Itxla - Pablitos barn
- Clément Manuel, Cécile Vatelot, Patricia Richer-Clermont och Jin Lefebvre - Clarisses assistenter
- Justine Fraioli - Loreins pr-ansvarig
- Lorenzo Pancino - Dan Geraldos trailerröst
- Gerardo Taracena - Mateo
- Carlos Macias Marquez och Ermis Cruz - Gangstrar
- Christelle Cornil - kameraman i Dan Geraldos team
- Jean-Louis Barcelona - ingenjör i Dan Geraldos team
- Pierre Collet - tekniker i Dan Geraldos team
- Maripaz Mata - dam med en käpp
- Mario Zaragoza och Ariel Galvan - poliser
- Alfredo Escobar Caceres - fängelsevakt
- Senén Rodriguez - Atchoum
- Paula Dravigny och Erika Govindoorazoo - Payetter
- Laura Jullian, Hylien Legre, Farah Benamour, Mansour Benhara, Nastasia Caruge, Zouhir Charkaoui, Christophe De Almeida, Franck Ekamé, Carla Estarque, Tamara Fernando, Caïn Kitsais, Christophe Kitsais, Gaëlle Lalanne, Rejoice Maria McClurg, Yacine Mieie Nojaend,, Feroz Sahoulamide, Tatiana Seguin, Salah Benlemqawanssa och Kleber Conradoberto - Paya-dansare
- Cyril Contejean - Carlos röst
- Michèle Darmon - Tata Gaby
- Anna Roth - Hermoso-stylist
- Maria Victoria Bavio, Glorella Pellegrini Moran, Giselle Preciado Osnaya och Stephania Serrano Chavira - Hermosos tjejer
- Laurent Bozzi - Militär
- Toni d'Antonio och Claudio Dos Santos - Museivakter
- Louise Chabat - TV-författare
- Chantal Lauby - Rösten i dokumentären om bävrar
- Justine Haouy - Jeepens GPS-röst
- Jean-Baptiste Francois - Hermoso som tonåring
- Romàn Malempré och Gautier Winand - Hermoso som barn
- Céline Dion - sig själv

## Filmteam
- Regi - Alain Chabat
- Manus - Alain Chabat och Jeremy Doner, efter karaktären skapad av André Franquin
- Konstnärlig riktning - Rafael Mandujano, Lionel Mathis och Alexis McKenzie Main
- Rekvisita - Olivier Raoux
- Kostymer - Olivier Bériot
- Frisyrer - Laurent Bozzi, Frédérique Arguello
- Smink - Kaatje Van Damme, Françoise Quilichini
- Fotografi - Laurent Dailland
- Montering - Maryline Monthieux
- Musik - Bruno Coulais (plus I'm Alive av Céline Dion)
- Digitala visuella effekter - Buf company (Paris)
- Produktion - Alain Chabat och Christine Rouxel
- Produktionsbolag - Chez Wam[1], Pathé (samproduktion), TF1 Films Production (samproduktion)
- Distributionsföretag - Pathé Distribution

## Produktion

### Inspelningsplatser
Inspelningen började 20 september 2010, i Belgien och Mexiko. Scener spelades också in vid Padiracgrottan.

## Om filmen
Filmen hette ursprungligen Houba ! Le Marsupilami et l'Orchidée de Chicxulub på franska.
Kiki, papegojan i filmen, är också en viktig karaktär. Alain Chabat fick idén att använda riktiga aror, två nästan identiska för att ha en dubblett, som föddes och växte upp på Géants du Ciel i Chauvigny, i departementet Vienne.
Den franska DVD-utgåvan innehåller en humoristisk version med undertexter på palombianska, språket som talas i Marsupilamis land.

### Fotnoter
1. ↑  Bilder från filmen på Unifrance.
2. ↑  Le Marsupilami : décollage imminent pour la Palombie ! på AlloCiné, Guillaume Martin, publicerat 14 september 2010.
3. ↑  Inspelningsplatser Arkiverad 14 april 2012 hämtat från the Wayback Machine. - Internet Movie Database
4. ↑  ”Le Coin de Joëlle”. Arkiverad från originalet den 10 juli 2014. https://web.archive.org/web/20140710112616/http://www.lecoindejoelle.com/blog/2013/06/gouffre-padirac/. Läst 15 augusti 2020.
5. ↑  "Le Marsupilami": décollage imminent pour la Palombie !, Allocine.fr, 14 september 2010
6. ↑  Kiki, perroquet chauvinois star du film Marsupilami, La nouvelle république, 4 avril 2012, Anthony Floc’h